# Unterriffingen
Unterriffingen (schwäbisch: „Riffegg“) ist ein Stadtteil der Stadt Bopfingen. Zum Ort gehören der Weiler Oberriffingen und das Gehöft Ungnad.

## Lage
Unterriffingen liegt etwa vier Kilometer südwestlich des Hauptortes Bopfingen. Der Ort liegt an der Landstraße 1080 und an der Kreisstraße 3298.

## Geschichte
Der Name verrät aufgrund der Endung -ingen eine alamannische Gründung und einen Sippenführer namens Ruffo oder ähnlich.
Bereits im 8. Jahrhundert wird der Ort als Ruringen erwähnt, was jedoch wahrscheinlich verschrieben ist und Rufingen heißen sollte. Das Kloster Fulda war in dieser Zeit begütert. Im Jahr 1311 wird ein Ortsadel mit Edelknecht Georg von Rüffingen erwähnt. Später waren die Schenken von Schenkenstein die Hauptbesitzer beider Riffingen (Unter- und Oberriffingen), sie trugen auch Teil des Besitzes des Klosters Ellwangen als Lehen. Im 15. Jahrhundert waren die Herren von Zipplingen und die Deutschordenskommende Kapfenburg begütert. Später fielen viele Teile des Ortes an die Grafschaft Oettingen und damit 1806 an Bayern. 1810 kam der Ort an das Königreich Württemberg und gehörte bis zur Gemeindegründung 1833 zur Gemeinde Dorfmerkingen. 1975 wurde die Gemeinde aufgelöst und zur Stadt Bopfingen eingemeindet.
In früherer Zeit gehörte der Weiler Michelfeld zur Gemeinde Unterriffingen, wurde aber zur Gemeinde Aufhausen umgemeindet. Auf der Gemarkung befand sich südöstlich von Unterriffingen der heute abgegangene Ort Weidendorf.

## Wappen
| Wappen des Bopfingers Stadtteils Unterriffingen | Blasonierung: „In gespaltenem Schild vorne in Silber eine linkshin gebogene schwarze Hirschstange, hinten in Rot ein silberner (weißer) Pfahl.“ |
| Wappen des Bopfingers Stadtteils Unterriffingen | Wappenbegründung: Die gebogene schwarze Hirschstange ist das Wappen der Schenken von Schenkenstein, die im Mittelalter als Hauptbesitzer von Ober- und Unterriffingen erscheinen. Einen silbernen Pfahl in Rot führten die Herren von Gundelsheim im Wappen, die nach Aussterben der Schenken von Schenkenstein im Jahre 1585 deren Besitz erbten und ihn bis 1613 in ihrer Hand behielten. Das Wappen ist historisch begründet und heraldisch einwandfrei. |